# Go Getta
Go Getta è il terzo singolo estratto dall'album di Young Jeezy "The Inspiration". In questa canzone Young Jeezy viene accompagnato da R. Kelly. È stato pubblicato gli inizi di febbraio del 2007.
Di Go Getta esistono vari remix. Uno di questi (quello "ufficiale") è stato realizzato dagli USDA insieme a Jadakiss, Bun B e R. Kelly, ed è fra le tracce dell'album degli USDA "Cold Summer".

## Remix
- Lil' Wayne - N. O. Nigga
- USDA feat. Jadakiss, Bun B & R. Kelly - Go Getta Official Remix
- Chamillionaire - Mo Scrilla

## Classifiche

### Stati Uniti d'America
| Classifica (2007)                    | Posizione |
| ------------------------------------ | --------- |
| U.S. Billboard Hot 100               | 18        |
| U.S. Billboard Hot R&B/Hip-Hop Songs | 9         |
| U.S. Billboard Hot Rap Tracks        | 3         |
| U.S. Billboard Pop 100               | 34        |